# Zollbrunn
Zollbrunn ist ein Wohnplatz der Kreisstadt Kronach im Landkreis Kronach (Oberfranken, Bayern).

## Geographie
Das einstige Dorf ist als Ortsstraße Zollbrunn im neu gebildeten Gemeindeteil Gehülz aufgegangen. In direkter Nachbarschaft liegen Ellmershaus (westlich) und Brand (nördlich). Im Süden grenzt der Theisenorter Wald an. Dort entspringt der Kieferiggraben. Eine Gemeindeverbindungsstraße führt nach Ziegelerden (1,7 km südöstlich).

## Geschichte
Mit dem Gemeindeedikt wurde Zollbrunn dem 1808 gebildeten Steuerdistrikt Theisenort und der 1818 gebildeten Ruralgemeinde Gehülz zugewiesen. Am 1. Mai 1978 wurde Zollbrunn im Zuge der Gebietsreform in Bayern in Kronach eingegliedert.

### Ehemaliges Kunstdenkmal
- Zollbrunnen. Tonnengewölbte Brunnenstube aus Sandstein, an der Stirnseite des Gewölbes verwittertes Wappenrelief der Freiherren von Redwitz und des Hochstiftes Bamberg, bezeichnet „1588“.[3]

### Einwohnerentwicklung
| Jahr      | 001818 | 001861 | 001871 | 001885 | 001900 | 001925 | 001950 | 001961 | 001970 |
| Einwohner | 21     | 31     | 85     | 97     | 84     | 109    | 107    | 89     | 85     |
| Häuser    | 3      |        |        | 8      | 7      | 11     | 14     | 15     |        |
| Quelle    | [ 2 ]  | [ 5 ]  | [ 6 ]  | [ 7 ]  | [ 8 ]  | [ 9 ]  | [ 10 ] | [ 11 ] | [ 12 ] |

## Religion
Der Ort ist römisch-katholisch geprägt und war ursprünglich nach St. Johannes der Täufer (Kronach) gepfarrt. Seit der Gründung der Pfarrei St. Bonifatius (Gehülz) in der ersten Hälfte des 20. Jahrhunderts sind die Katholiken dorthin gepfarrt.

## Weblink
- Zollbrunn in der Ortsdatenbank des bavarikon, abgerufen am 20. August 2021.